# Pyżowka (przystanek kolejowy)
Pyżowka (ros. Пыжёвка) – przystanek kolejowy w pobliżu miejscowości Pyżowka, w rejonie wiaziemskim, w obwodzie smoleńskim, w Rosji. Położony jest na linii Wiaźma – Kaługa.